# Westend (Wiesbaden)
Pour les articles homonymes, voir Westend.
Westend est un quartier de la ville de  Wiesbaden en Allemagne. Westend est le quartier le plus densément peuplé de la ville et le district urbain le plus dense en Allemagne[réf. nécessaire].